# Шоссе (фильм, 2002)
«Шоссе» (англ. Highway) — американский кинофильм режиссёра Джеймса Кокса по сценарию Скотта Розенберга.

## Сюжет
Два закадычных друга с сомнительной моралью и некоторыми сексуальными проблемами — Джек Хейс и Пайлот Келсон — влипают в дурацкую историю и вынуждены уехать из Лас-Вегаса в Сиэтл на своей видавшей виды машине, куда в то же время съезжаются тысячи поклонников Курта Кобейна. Один из них скрывается от преследователей, а другой ещё и пытается найти свою школьную любовь.
По дороге развеселые друзья посещают вечеринки, знакомятся с девушкой Кэсси и чудаком Джонни Лисом, превращают свою машину в кабриолет и посещают шоу мальчика-аллигатора. Но Сиэтл оказывается небезопасным местом!

## В ролях
| Актёр              | Роль                     |
| ------------------ | ------------------------ |
| Джаред Лето        | Джек Хейс                |
| Джейк Джилленхол   | Пайлот Келсон            |
| Сельма Блэр        | Кэсси                    |
| Джон МакГинли      | наркоторговец Джонни Лис |
| Джереми Пивен      | Сколди                   |
| Кимберли Кейтс     | Джилл Миранда            |
| Марк Ролстон       | Бёрт Миранда             |
| Фрэнсис Стернхаген | миссис Марей             |
| Майк Коннор Гейни  | Стивен                   |
| Джаррет Томас      | Kid #1                   |
| Шеннон Лето        | Kid #2                   |
| Мэтт Дэвис         | Бутти                    |